# Shū Gol-e Ḩājjīvand
Shū Gol-e Ḩājjīvand (persiska: شو گل حاجی وند, Shūkol) är en ort i Iran.   Den ligger i provinsen Khuzestan, i den centrala delen av landet, 400 km söder om huvudstaden Teheran. Shū Gol-e Ḩājjīvand ligger 598 meter över havet och antalet invånare är 786.
Terrängen runt Shū Gol-e Ḩājjīvand är varierad. Runt Shū Gol-e Ḩājjīvand är det ganska tätbefolkat, med 56 invånare per kvadratkilometer. Shū Gol-e Ḩājjīvand är det största samhället i trakten. Omgivningarna runt Shū Gol-e Ḩājjīvand är i huvudsak ett öppet busklandskap.